# Garden Plain
Garden Plain es una ciudad ubicada en el de condado de Sedgwick en el estado estadounidense de Kansas. En el año 2010 tenía una población de 849 habitantes y una densidad poblacional de 606,43 personas por km².

## Geografía
Garden Plain se encuentra ubicada en las coordenadas 37°39′38″N 97°40′55″O / 37.66056, -97.68194 (37.660451, -97.681811).

## Demografía
Según la Oficina del Censo en 2000 los ingresos medios por hogar en la localidad eran de $48,068 y los ingresos medios por familia eran $56,375. Los hombres tenían unos ingresos medios de $40,750 frente a los $25,577 para las mujeres. La renta per cápita para la localidad era de $22,946. Alrededor del 4.0% de la población estaban por debajo del umbral de pobreza.